# Japan Record Award
Los Japan Record Award (日本レコード大賞 Nihon Rekōdo Taishō?) es la premiación anual organizada para celebrar a la mejor Música de Japón. La premiación comenzó a realizarse desde 1959, y se ha realizado anualmente hasta el día de hoy. También es conocida por el alias de Recotai (レコ大).
- Datos: Q241257